# 白宫新闻秘书
，是白宫中的一个高级别行政官员职位，主要职责是擔任美国联邦政府行政部門的发言人，尤其與美国总统、高級行政官員和政策有關的事務。
白宫新闻发言人需要收集和发布与美国总统及其领导的联邦政府行政部门有关的新闻和信息，并且更重要的是要对于许多国内外的突发或关注度比较高的事件作出回应，其回应一般会被直接认为是美国总统所作出的官方回应。
白宫新闻发言人在日常工作中必须与新闻媒体保持高度互动，并且几乎每天都要直接与常驻白宫新闻办公厅的各大媒体组成的白宫记者团打交道并举行新闻发布会。
白宮發言人由美國總統任命，無須經美国参议院同意；白宮發言人經常主持新聞發佈會，為非常重要的非內閣成員。

## 历史

### 白宫与新闻媒体之间的关系

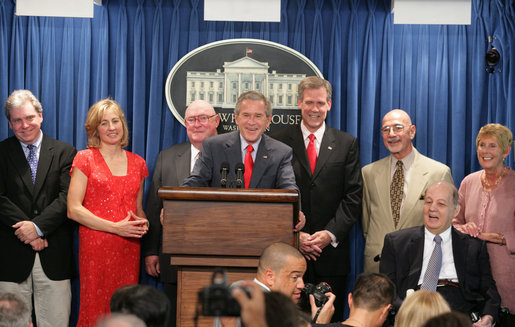
2006年8月2日，時任美国总统乔治·布什与7位前白宫新闻发言人一起主持了詹姆斯·布雷迪新闻简报室进行翻修整新前的最后一届新闻发布会

在美国建国后的前一个多世纪里，白宫中并没有像今天这样拥有大量为总统工作的幕僚及相应的办公室。事实上一直到1929年，白宫新闻发言人这一专门代替总统向各媒体发言的职位才首度设立，首任白宫新闻发言人是乔治·爱德华·阿克森。

## 工作职责
白宫新闻发言人需要收集和发布与美国总统及其领导的联邦政府行政部门有关的新闻和信息，并对国内外的突发或关注度较高的事件作出回应，与媒体保持互动，并每天召开新闻发布会。发布会上所宣布的常见事项包括总统工作日程及其具体进程、动向等。

## 历任白宫新闻发言人列表
| #  | 在任者                          | 上任           | 離任                         | 時任總统               |
| -- | ------------------------------- | -------------- | ---------------------------- | ---------------------- |
| 1  | 喬治·E·阿可森                   | 1929年3月4日   | 1931年3月16日                | 赫伯特·胡佛            |
| 2  | 希歐鐸·喬許林                   | 1931年3月16日  | 1933年3月4日                 | 赫伯特·胡佛            |
| 3  | 史蒂芬·厄利                     | 1933年3月4日   | 1945年3月29日                | 富兰克林·德拉诺·罗斯福 |
| 4  | 乔纳森·W·丹尼尔斯               | 1945年3月29日  | 1945年5月15日                | 富兰克林·德拉诺·罗斯福 |
| 4  | 乔纳森·W·丹尼尔斯               | 1945年3月29日  | 1945年5月15日                | 哈里·S·杜鲁门          |
| 5  | 查理·格里菲斯·罗斯              | 1945年5月15日  | 1950年12月5日                |                        |
|    | 史蒂芬·厄利 代理                | 1950年12月5日  | 1950年12月18日               |                        |
| 6  | 约瑟夫·谢特                     | 1950年12月18日 | 1952年9月18日                |                        |
| 7  | 罗杰·图比                       | 1952年9月18日  | 1953年1月20日                |                        |
| 8  | 詹姆斯·哈格提                   | 1953年1月20日  | 1961年1月20日                | 德怀特·艾森豪威尔      |
| 9  | 皮埃尔·萨林格                   | 1961年1月20日  | 1964年3月19日                | 约翰·肯尼迪            |
| 9  | 皮埃尔·萨林格                   | 1961年1月20日  | 1964年3月19日                | 林登·约翰逊            |
| 10 | 乔治·里迪                       | 1964年3月19日  | 1965年7月8日                 |                        |
| 11 | 比尔·莫耶斯                     | 1965年7月8日   | 1967年2月1日                 |                        |
| 12 | 乔治·克里斯蒂安                 | 1967年2月1日   | 1969年1月20日                |                        |
| 13 | 罗恩·齐格勒                     | 1969年1月20日  | 1974年8月9日                 | 理查德·尼克松          |
| 14 | 杰拉尔德·特霍斯特               | 1974年8月9日   | 1974年9月9日                 | 杰拉尔德·福特          |
| 15 | 罗恩·尼森                       | 1974年9月9日   | 1977年1月20日                | 杰拉尔德·福特          |
| 16 | 乔迪·鲍威尔                     | 1977年1月20日  | 1981年1月20日                | 吉米·卡特              |
| 17 | 詹姆斯·布雷迪1                  | 1981年1月20日  | 1981年3月30日/ 1989年1月20日 | 罗纳德·里根            |
|    | 拉里·斯比克斯1 代理             | 1981年3月30日  | 1987年2月1日                 | 罗纳德·里根            |
| 18 | 費子水1 代理                    | 1987年2月1日   | 1993年1月20日                | 罗纳德·里根            |
| 18 | 費子水1 代理                    | 1987年2月1日   | 1993年1月20日                | 乔治·赫伯特·沃克·布什  |
|    | 喬治·史蒂芬諾伯羅斯2 實際發言人 | 1993年1月20日  | 1993年6月7日                 | 比尔·克林顿            |
| 19 | 迪·迪·麦尔斯2, 3                | 1993年1月20日  | 1994年12月22日               | 比尔·克林顿            |
| 20 | 麦克·麦卡瑞                     | 1994年12月22日 | 1998年8月4日                 | 比尔·克林顿            |
| 21 | 乔·洛克哈特                     | 1998年8月4日   | 2000年9月29日                | 比尔·克林顿            |
| 22 | 杰克·塞伊沃特                   | 2000年9月30日  | 2001年1月20日                | 比尔·克林顿            |
| 23 | 阿里·弗莱斯彻                   | 2001年1月20日  | 2003年7月15日                | 乔治·沃克·布什         |
| 24 | 斯科特·麦克里兰                 | 2003年7月15日  | 2006年5月10日                | 乔治·沃克·布什         |
| 25 | 羅伯特·安東尼·斯諾              | 2006年5月10日  | 2007年9月14日                | 乔治·沃克·布什         |
| 26 | 达娜·佩里诺                     | 2007年9月17日  | 2009年1月20日                | 乔治·沃克·布什         |
| 27 | 罗伯特·吉布斯                   | 2009年1月20日  | 2011年2月11日                | 贝拉克·奥巴马          |
| 28 | 杰·卡尼                         | 2011年2月11日  | 2014年6月20日                | 贝拉克·奥巴马          |
| 29 | 乔什·欧内斯特                   | 2014年6月20日  | 2017年1月20日                | 贝拉克·奥巴马          |
| 30 | 肖恩·斯派塞                     | 2017年1月20日  | 2017年7月21日                | 唐納·川普              |
| 31 | 莎拉·桑德斯                     | 2017年7月26日  | 2019年7月1日                 | 唐納·川普              |
| 32 | 史蒂芬妮·格雷沙姆               | 2019年7月1日   | 2020年4月7日                 | 唐納·川普              |
| 33 | 凱萊·麥肯阿尼                   | 2020年4月7日   | 2021年1月20日                | 唐納·川普              |
| 34 | 珍·莎琪                         | 2021年1月20日  | 2022年5月13日                | 乔·拜登                |
| 35 | 卡琳·珍-皮埃爾4                 | 2022年5月13日  | 2025年1月20日                | 乔·拜登                |
| 36 | 卡羅琳·萊維特5                  | 2025年1月20日  | 現任                         | 唐納·川普              |

1自里根遇刺案後開始就未曾再主持過新聞簡報記者會，但在里根卸任之前，他都保有新聞秘書的頭銜
2以媒體溝通中心主任的身分主持新聞簡報記者會
3首位女性白宫新闻发言人
4 首位非裔女性及同性戀者白宮發言人
5有史以來最年輕的白宮發言人